# Kanton Vielle-Aure
Der Kanton Vielle-Aure war bis 2015 ein französischer Wahlkreis im Arrondissement Bagnères-de-Bigorre, im Département Hautes-Pyrénées und in der Region Midi-Pyrénées; sein Hauptort war Vielle-Aure. Seine Vertreterin im Generalrat des Départements war zuletzt von 1995 bis 2015, wiedergewählt 2008, Maryse Beyrié.

## Gemeinden
Der Kanton umfasste die Wahlberechtigten aus 14 Gemeinden:
| Gemeinde           | Einwohner Jahr | Fläche km² | Bevölkerungsdichte | Postleitzahl | Code INSEE |
| ------------------ | -------------- | ---------- | ------------------ | ------------ | ---------- |
| Aragnouet          | 242 (2013)     | –          | – Einw./km²        | 65170        | 65017      |
| Azet               | 152 (2013)     | –          | – Einw./km²        | 65170        | 65058      |
| Bourisp            | 157 (2013)     | –          | – Einw./km²        | 65170        | 65106      |
| Cadeilhan-Trachère | 42 (2013)      | –          | – Einw./km²        | 65170        | 65117      |
| Camparan           | 66 (2013)      | –          | – Einw./km²        | 65170        | 65124      |
| Ens                | 29 (2013)      | –          | – Einw./km²        | 65170        | 65157      |
| Estensan           | 38 (2013)      | –          | – Einw./km²        | 65170        | 65172      |
| Grailhen           | 19 (2013)      | –          | – Einw./km²        | 65170        | 65208      |
| Guchan             | 138 (2013)     | –          | – Einw./km²        | 65170        | 65211      |
| Sailhan            | 122 (2013)     | –          | – Einw./km²        | 65170        | 65384      |
| Saint-Lary-Soulan  | 892 (2013)     | –          | – Einw./km²        | 65170        | 65388      |
| Tramezaïgues       | 32 (2013)      | –          | – Einw./km²        | 65170        | 65450      |
| Vielle-Aure        | 346 (2013)     | –          | – Einw./km²        | 65170        | 65465      |
| Vignec             | 225 (2013)     | –          | – Einw./km²        | 65170        | 65471      |

## Bevölkerungsentwicklung
| 1962 | 1968 | 1975 | 1982 | 1990 | 1999 | 2006 |
| ---- | ---- | ---- | ---- | ---- | ---- | ---- |
| 2033 | 2024 | 1920 | 2142 | 2516 | 2503 | 2677 |